# Matt Vickers
Matt Vickers właściwie Matthew Alexander Vickers (ur. 1983) – brytyjski polityk, deputowany Izby Gmin.

## Działalność polityczna
Jest politykiem Partii Konserwatywnej. W latach 2019–2024 reprezentował w Izbie Gmin okręg wyborczy Stockton South , zaś od 2024 – Stockton West.